# Жоанн, Адольф Лоран
Адольф Лоран Жоанн (фр. Adolphe Laurent Joanne; 15 сентября 1813, Дижон — 1 марта 1881, Париж) — французский писатель-географ.
Издал 120 томов «Itinéraires» (описания отдельных французских департаментов) и «Dictionnaire géographique de la France». Основатель журнала « L'Illustration» («Иллюстрация»).